# Шакинская дубрава
Шакинская дубрава — ботанический памятник природы регионального значения (1993—2006), самая южная дубрава в Волгоградской области, с представителями деревьев возрастом около 200 лет.

## Географическое положение
Шакинская дубрава входит в состав природного парка «Нижнехопёрский», который расположен в Кумылженском районе Волгоградской области. Общая площадь ООПТ 6840,0 га. Дубрава расположена в 1-47 кварталах Гослесфонда Подтелковского лесхоза Шакинского района. Координаты: 49° 42' — 49° 49’ с.ш.; 42° 06' — 42° 14’ в.д.. Климат резко континентальный.

## Описание
Расположение Шакинской дубравы в южной части Калачской возвышенности даёт ученым возможность предполагать, что во времена неогена в данном районе находился палео-Дон, который после себя оставил значительный слой песка, на местах водоупоров меловых отложений. Близкое к поверхности расположение грунтовых вод является основным фактором развития бурной растительности в данной местности. Шакинская дубрава представляет собой нагорную дубраву овальной формы в южной части Волгоградской области, основными представителями которой являются дубы и сосны, произрастающие на песках. Дуб черешчатый — самый распространённый вид в данной дубраве, средний возраст 18—14 лет, площадь образуемого им леса составляет порядка 2,5 тыс. га. 
В Шакинской дубраве находится родник с чистой прозрачной водой — «Кипучий колодец», доступ к которому возможен только в сопровождении сотрудников парка.

### Флора
В Шакинской дубраве выявлено 763 вида сосудистых растений из 370 родов, 90 семейств и 4 отделов. Среди них 18 включены в Красную книгу Волгоградской области (Щитовник гребенчатый, Солонечник узколистный, Колокольчик рапунцель, Молодило русское, Прострел луговой, Прострел поникающий, Спирея Литвинова, Лук регелевский, Брандушка разноцветная, Майник двулистный, Гадючий лук незамеченный, Шпажник тонкий, Ирис безлистный, Ирис карликовый, Рябчик русский, Дремлик тёмно-красный, Дремлик морозниковый, Любка двулистная).
Древесная растительность разнообразна и включает такие виды как Ель европейская, Сосна Палласова, Сосна обыкновенная, Клён полевой, Клён ясенелистный, Клён татарский, Осина, Берёза повислая, Ясень обыкновенный, Ясень пенсильванский, Ива белая, Ольха клейкая, Яблоня домашняя и другие. В нижнем ярусе можно отметить Хвощ лесной и зимующий, папоротники Цистоптерис ломкий, Щитовник гребенчатый, Орляк обыкновенный, Кочедыжник женский, а также представителей более северных широт: Шиповник яблочный, Барбарис обыкновенный, Бузина красная.

### Фауна
В Шакинской дубраве обитают множество представителей животного мира. Среди них много «краснокнижных»: орёл-карлик, авдотка, змееяд, европейский тювик, средний дятел, филин, желна. В связи с этим дубрава считается ключевой орнитологической территорией.

## В литературе
М. А. Шолохов в своём произведении «Тихий Дон» выбрал именно Шакинскую дубраву для эпизода прощания умирающей Аксиньи и Григория Мелехова.